# Камиль, Аббас
Аббас Камиль (араб. عباس كامل; род. 1957, Египет) — египетский государственный деятель, руководитель общей разведки (2018), генерал-майор.

## Биография
Родился в 1957 году в Египте.

### Образование
Закончил Военный колледж (1978).

### Карьера
Командовал различными подразделениями. Занимал различные штабные должности.
Принимал участие в различных боевых операциях. Является участником различных войн.
В 2018 году был назначен руководителем Службы общей разведки Египта.

## Награды
Имеет государственные награды Египта.